# Autovalores e autovetores
Em álgebra linear, um escalar λ diz-se um valor próprio, autovalor ou valor característico de um operador linear {\displaystyle A:V\rightarrow V} se existir um vetor x diferente de zero tal que {\displaystyle A\mathbf {x} =\lambda \mathbf {x} }. O vetor x é chamado vetor próprio, autovetor ou vetor característico.
Os autovalores de uma dada matriz quadrada A de dimensão {\displaystyle n\times n} são os n números que resumem as propriedades essenciais daquela matriz. O autovalor de A é um número λ tal que, se for subtraído de cada entrada na diagonal de A, converte A numa matriz singular (ou não-invertível). Subtrair um escalar λ de cada entrada na diagonal de A é o mesmo que subtrair λ vezes a matriz identidade I de A. Portanto, λ é um autovalor se, e somente se, a matriz {\displaystyle (A-\lambda I)} for singular.

## História

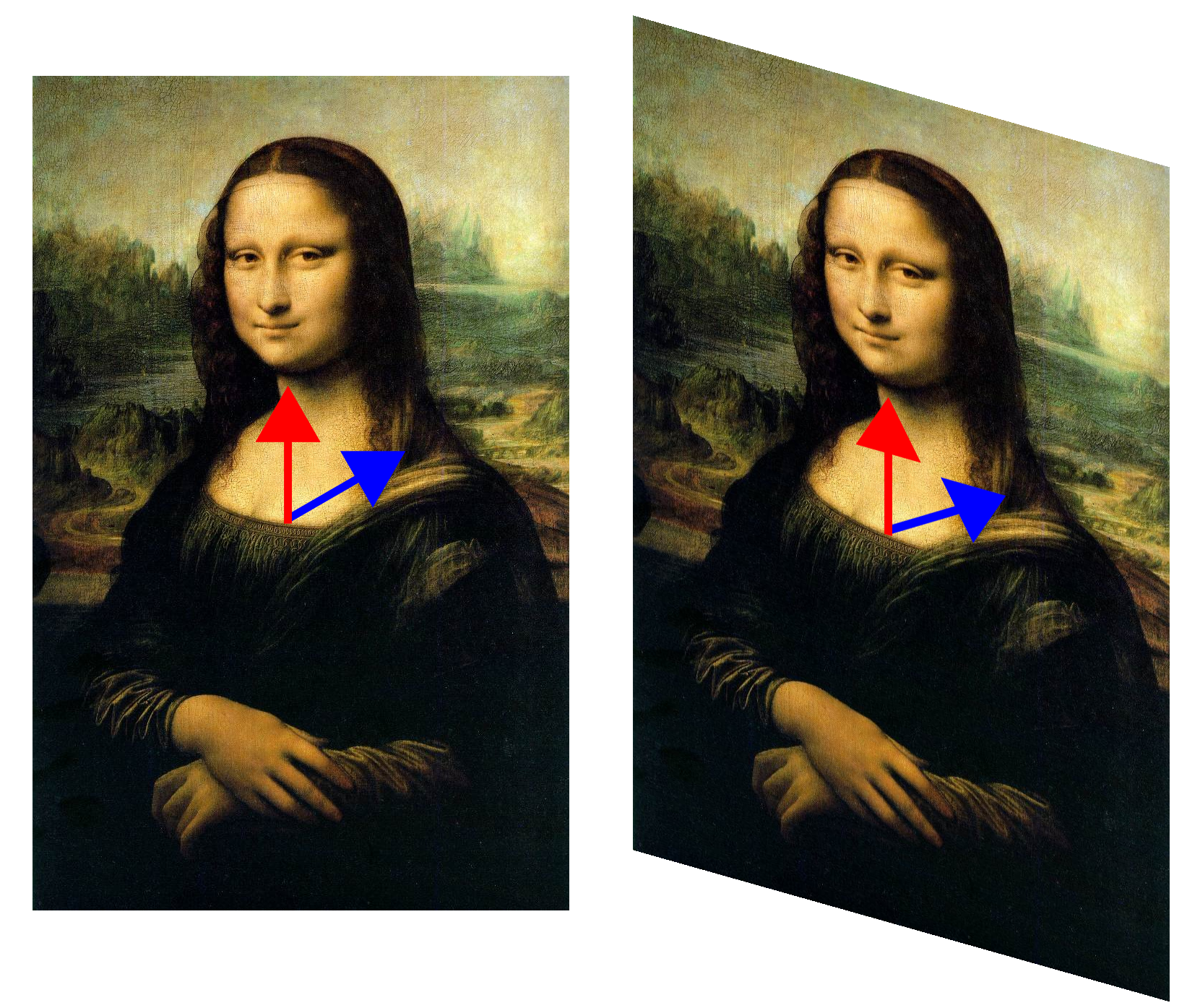
Fig.1.Observe que neste mapeamento de cisalhamento da Mona Lisa, a imagem foi deformada de tal modo que o seu eixo central vertical (vetor vermelho) não mudou de direção, mas o vetor diagonal (azul) mudou de direção. Isso ocorre porque o vetor vermelho é um autovetor da transformação e o vetor azul não é. Caso o vetor vermelho não tenha seu módulo alterado - não seja esticado nem encolhido, o seu valor próprio (autovalor) é igual a 1. Todos os vetores com a mesma direção vertical, isto é, paralelos a este vetor, também são próprios, com o mesmo autovalor. Juntamente com o zero-vetor, eles formam o autoespaço para este autovalor.

Os autovalores são frequentemente introduzidos no contexto da álgebra linear ou da teoria das matrizes. Historicamente, no entanto, eles surgiram no estudo de formas quadráticas e equações diferenciais.
No século XVIII, Leonhard Euler estudou o movimento rotacional de um corpo rígido, e descobriu a importância dos eixos principais. Joseph-Louis Lagrange percebeu que os eixos principais são os autovetores da matriz de inércia.
No início do século XIX, Augustin-Louis Cauchy viu como seu trabalho poderia ser usado para classificar as superfícies quádricas, e generalizou-o para dimensões arbitrárias. Cauchy também cunhou o termo racine caractéristique (raiz característica), para o que agora é chamado de autovalor; seu termo sobrevive na equação característica.
Mais tarde, Joseph Fourier usou o trabalho de Lagrange e Pierre-Simon Laplace para resolver a equação do calor por separação de variáveis em seu famoso livro de 1822, Théorie analytique de la chaleur. Charles-François Sturm desenvolveu ainda mais as ideias de Fourier e chamou a atenção de Cauchy, que as combinou com suas próprias ideias e chegou ao fato de que matrizes simétricas reais têm autovalores reais. Isso foi estendido por Charles Hermite em 1855 para o que hoje é chamado de matrizes hermitianas.
Na mesma época, Francesco Brioschi provou que os autovalores de matrizes ortogonais estão no círculo unitário, e Alfred Clebsch encontrou o resultado correspondente para matrizes assimétricas. Finalmente, Karl Weierstrass esclareceu um aspecto importante na teoria da estabilidade iniciada por Laplace, ao perceber que matrizes defeituosas podem causar instabilidade.
Nesse ínterim, Joseph Liouville estudou problemas de autovalor semelhantes aos de Sturm; a disciplina que surgiu de seu trabalho agora é chamada de teoria de Sturm-Liouville. Schwarz estudou o primeiro autovalor da equação de Laplace em domínios gerais no final do século XIX, enquanto Poincaré estudou a equação de Poisson alguns anos depois.
No início do século 20, David Hilbert estudou os autovalores dos operadores integrais, visualizando os operadores como matrizes infinitas. Ele foi o primeiro a usar a palavra alemã eigen, que significa "próprio", para denotar autovalores e autovetores em 1904, embora possa ter seguido um uso relacionado por Hermann von Helmholtz. Por algum tempo, o termo padrão em inglês era "valor adequado", mas o termo mais distinto "valor próprio" é o padrão hoje.
O primeiro algoritmo numérico para calcular autovalores e autovetores apareceu em 1929, quando Richard von Mises publicou o método da potência. Um dos métodos mais populares hoje, o algoritmo QR, foi proposto independentemente por John G. F. Francis e Vera Kublanovskaya em 1961.

## Definição formal
Se T é uma transformação linear de um espaço vetorial V sobre um corpo F em si mesmo e v é um vetor diferente de zero em V, então v é um autovetor de T  se T(v) é um múltiplo escalar de v. Isso pode ser escrito como
{\displaystyle T(\mathbf {v} )=\lambda \mathbf {v} ,}

onde λ é um escalar em F, conhecido como autovalor, valor característico, ou raiz característica associada a v.
Existe uma correspondência direta entre matrizes quadradas n-por-n e transformações lineares de um espaço vetorial n-dimensional para si mesmo, dada qualquer base do espaço vetorial. Portanto, em um espaço vetorial de dimensão finita, é equivalente a definir autovalores e autovetores usando a linguagem de matrizes, ou a linguagem de transformações lineares.
Se V é de dimensão finita, a equação acima é equivalente a{\displaystyle A\mathbf {u} =\lambda \mathbf {u} .}onde A é a representação matricial de T e u é o vetor de coordenadas de v.

## Autovalores e autovetores de matrizes
Autovalores e autovetores são frequentemente apresentados aos alunos no contexto de cursos de álgebra linear focados em matrizes.
Além disso, transformações lineares em um espaço vetorial de dimensão finita podem ser representadas usando matrizes, o que é especialmente comum em aplicações numéricas e computacionais.
Considere vetores n-dimensionais que são formados como uma lista de n escalares, como os vetores tridimensionais.
{\displaystyle \mathbf {x} ={\begin{bmatrix}1\\-3\\4\end{bmatrix}}\quad {\mbox{e}}\quad \mathbf {y} ={\begin{bmatrix}-20\\60\\-80\end{bmatrix}}.}
Esses vetores são ditos múltiplos escalares um do outro, ou paralelos ou colineares, se existe um escalar λ tal que
{\displaystyle \mathbf {x} =\lambda \mathbf {y} .}
Nesse caso {\displaystyle \lambda =-{\frac {1}{20}}}.
Agora considere a transformação linear de vetores n-dimensionais definidos por uma matriz A n-por-n,
{\displaystyle A\mathbf {v} =\mathbf {w} ,}
ou
{\displaystyle {\begin{bmatrix}A_{11}&A_{12}&\cdots &A_{1n}\\A_{21}&A_{22}&\cdots &A_{2n}\\\vdots &\vdots &\ddots &\vdots \\A_{n1}&A_{n2}&\cdots &A_{nn}\\\end{bmatrix}}{\begin{bmatrix}v_{1}\\v_{2}\\\vdots \\v_{n}\end{bmatrix}}={\begin{bmatrix}w_{1}\\w_{2}\\\vdots \\w_{n}\end{bmatrix}}}
onde, para cada linha,
{\displaystyle w_{i}=A_{i1}v_{1}+A_{i2}v_{2}+\cdots +A_{in}v_{n}=\sum _{j=1}^{n}A_{ij}v_{j}.}
Se ocorrer que v e w são múltiplos escalares, isto é, se

| {\displaystyle A\mathbf {v} =\mathbf {w} =\lambda \mathbf {v} ,} | \| \| \| \| \| \| \| \| | (1) |
|                                                                  |                         |     |
|                                                                  |                         |     |
então v é um autovetor da transformação linear A e o fator de escala λ é o autovalor correspondente a esse autovetor. A equação (1) é a equação de autovalor para a matriz A.
A equação (1)  pode ser expressa de forma equivalente como

| {\displaystyle \left(A-\lambda I\right)\mathbf {v} =\mathbf {0} ,} | \| \| \| \| \| \| \| \| | (2) |
|                                                                    |                         |     |
|                                                                    |                         |     |
onde I é a matriz identidade n-por-n e 0 é o vetor zero.

### Autovalores e o polinômio característico
A equação (2) tem solução v diferente de zero se e somente se o determinante da matriz (A − λI) for zero. Portanto, os autovalores de A são valores de λ que satisfazem a equação

| {\displaystyle \|A-\lambda I\|=0} | \| \| \| \| \| \| \| \| | (3) |
|                                   |                         |     |
|                                   |                         |     |
Usando a fórmula de Leibniz para determinantes, o lado esquerdo da Equação (3) é uma função polinomial da variável λ e o grau deste polinômio é n, a ordem da matriz A. Seus coeficientes dependem das entradas de A, exceto que seu termo de grau n é sempre (−1)nλn. Este polinômio é chamado de polinômio característico de A. A equação (3) é chamada de equação característica ou equação secular de A.

O teorema fundamental da álgebra implica que o polinômio característico de uma matriz A n-por-n, sendo um polinômio de grau n, pode ser fatorado no produto de n termos lineares,

| {\displaystyle \|A-\lambda I\|=(\lambda _{1}-\lambda )(\lambda _{2}-\lambda )\cdots (\lambda _{n}-\lambda ),} | \| \| \| \| \| \| \| \| | (4) |
| |                         |     |
| |                         |     |
onde cada λi pode ser real, mas em geral é um número complexo. Os números λ1, λ2, ..., λn, que podem não ter valores distintos, são raízes do polinômio e são os autovalores de A. Uma matriz quadrada A é singular se, e somente se, 0 é um autovalor de A.
Como um breve exemplo, que é descrito em mais detalhes na seção de exemplos mais adiante, considere a matriz{\displaystyle A={\begin{bmatrix}2&1\\1&2\end{bmatrix}}.}Tomando o determinante de (A − λI), o polinômio característico de A é{\displaystyle |A-\lambda I|={\begin{vmatrix}2-\lambda &1\\1&2-\lambda \end{vmatrix}}=3-4\lambda +\lambda ^{2}.}

Definindo o polinômio característico igual a zero, ele tem raízes em λ=1 e λ=3, que são os dois autovalores de A. Os autovetores correspondentes a cada autovalor podem ser encontrados resolvendo os componentes de v na equação {\displaystyle \left(A-\lambda I\right)\mathbf {v} =\mathbf {0} }. Neste exemplo, os autovetores são quaisquer múltiplos escalares diferentes de zero de
{\displaystyle \mathbf {v} _{\lambda =1}={\begin{bmatrix}1\\-1\end{bmatrix}},\quad \mathbf {v} _{\lambda =3}={\begin{bmatrix}1\\1\end{bmatrix}}.}
Se as entradas da matriz A forem todas números reais, então os coeficientes do polinômio característico também serão números reais, mas os autovalores ainda podem ter partes imaginárias diferentes de zero. As entradas dos autovetores correspondentes, portanto, também podem ter partes imaginárias diferentes de zero. Da mesma forma, os autovalores podem ser números irracionais, mesmo que todas as entradas de A sejam números racionais ou mesmo que sejam todos inteiros. No entanto, se as entradas de A são todos números algébricos, que incluem os racionais, os autovalores são números algébricos complexos.
As raízes não reais de um polinômio real com coeficientes reais podem ser agrupadas em pares de conjugados complexos, ou seja, com os dois membros de cada par tendo partes imaginárias que diferem apenas em sinal e a mesma parte real. Se o grau for ímpar, pelo teorema do valor intermediário, pelo menos uma das raízes é real. Portanto, qualquer matriz real de ordem ímpar tem pelo menos um autovalor real, enquanto uma matriz real de ordem par pode não ter nenhum autovalor real. Os autovetores associados a esses autovalores complexos também são complexos e também aparecem em pares conjugados complexos.

## Interpretação geométrica

A matriz A aumenta a magnitude do vetor x, alongando o mesmo, mas não muda a sua direção. Logo, x é um autovetor de A, e λ um autovalor de A

Geometricamente, a equação do valor próprio (autovalor) {\displaystyle A\mathbf {x} =\lambda \mathbf {x} } implica que numa transformação A, autovetores sofrem apenas mudança na sua magnitude e sinal — a direção de Ax é a mesma direção de x. O autovalor λ indica apenas o quanto o vetor irá "encolher" ou "esticar" ao sofrer a transformação A. Se λ = 1, o vetor permanece inalterado (não é afetado pela transformação). Se λ = −1 o vetor passa a ter apenas o sentido oposto e a transformação é chamada reflexão. A transformação I sob a qual um vetor x permanece inalterado, Ix = x é definida como transformação identidade.

### Multiplicidade algébrica
Seja λi um autovalor de uma matriz A n-por-n. A multiplicidade algébrica μA(λi) do autovalor é sua multiplicidade como raiz do polinômio característico, ou seja, o maior inteiro k tal que (λ − λi)k divide igualmente esse polinômio.
Suponha que uma matriz A tenha dimensão n e d ≤ n autovalores distintos. Considerando que a Equação (4) fatora o polinômio característico de A no produto de n termos lineares com alguns termos potencialmente repetidos, o polinômio característico pode, em vez disso, ser escrito como o produto de d termos, cada um correspondendo a um autovalor distinto e elevado à potência do multiplicidade algébrica,
{\displaystyle |A-\lambda I|=(\lambda _{1}-\lambda )^{\mu _{A}(\lambda _{1})}(\lambda _{2}-\lambda )^{\mu _{A}(\lambda _{2})}\cdots (\lambda _{d}-\lambda )^{\mu _{A}(\lambda _{d})}.}
Se d = n então o lado direito é o produto de n termos lineares e isso é o mesmo que a Equação (4). O tamanho da multiplicidade algébrica de cada autovalor está relacionado com a dimensão n como
{\displaystyle {\begin{aligned}1&\leq \mu _{A}(\lambda _{i})\leq n,\\\mu _{A}&=\sum _{i=1}^{d}\mu _{A}\left(\lambda _{i}\right)=n.\end{aligned}}}
Se μA(λi) = 1, então λi é um autovalor simples. Se μA(λi) é igual à multiplicidade geométrica de λi, γA(λi), definida na próxima seção, então λi é dito ser um autovalor semisimples.

### Autoespaços, multiplicidade geométrica e autobase para matrizes
Dado um autovalor particular λ da matriz A n por n, defina o conjunto E como sendo todos os vetores v que satisfazem a Equação (2),
{\displaystyle E=\left\{\mathbf {v} :\left(A-\lambda I\right)\mathbf {v} =\mathbf {0} \right\}.}
Por um lado, esse conjunto é justamente o núcleo ou espaço nulo da matriz (A − λI). Por outro lado, por definição, qualquer vetor diferente de zero que satisfaça esta condição é um autovetor de A associado a λ. Assim, o conjunto E é a união do vetor nulo com o conjunto de todos os autovetores de A associados a λ, e E é igual ao espaço nulo de (A − λI). E é chamado de autoespaço ou espaço característico de A associado a λ. Em geral λ é um número complexo e os autovetores são matrizes n por 1 complexas. Uma propriedade do espaço nulo é que ele é um subespaço linear, então E é um subespaço linear de {\displaystyle \mathbb {C} ^{n}}.
Como o autoespaço E é um subespaço linear, ele é fechado sob adição. Ou seja, se dois vetores u e v pertencem ao conjunto E, escrito u, v ∈ E, então (u + v) ∈ E ou equivalentemente A(u + v) = λ(u + v). Isso pode ser verificado usando a propriedade distributiva da multiplicação de matrizes. Da mesma forma, como E é um subespaço linear, ele é fechado sob multiplicação escalar. Ou seja, se v ∈ E e α é um número complexo, (αv) ∈ E ou equivalentemente A(αv) = λ(αv). Isso pode ser verificado observando que a multiplicação de matrizes complexas por números complexos é comutativa. Desde que u + v e αv não sejam zero, eles também são autovetores de A associados a λ.
A dimensão do autoespaço E associado a λ, ou equivalentemente o número máximo de autovetores linearmente independentes associados a λ, é referido como a multiplicidade geométrica do autovalor γA(λ). Como E também é o espaço nulo de (A − λI), a multiplicidade geométrica de λ é a dimensão do espaço nulo de (A − λI), também chamada de nulidade de (A − λI), que se relaciona com a dimensão e o posto de (A − λI) como
{\displaystyle \gamma _{A}(\lambda )=n-\operatorname {posto} (A-\lambda I).}

Devido à definição de autovalores e autovetores, a multiplicidade geométrica de um autovalor deve ser pelo menos um, ou seja, cada autovalor tem pelo menos um autovetor associado. Além disso, a multiplicidade geométrica de um autovalor não pode exceder sua multiplicidade algébrica. Além disso, lembre-se de que a multiplicidade algébrica de um autovalor não pode exceder n.
{\displaystyle 1\leq \gamma _{A}(\lambda )\leq \mu _{A}(\lambda )\leq n}
Para provar a desigualdade {\displaystyle \gamma _{A}(\lambda )\leq \mu _{A}(\lambda )}, considere como a definição de multiplicidade geométrica implica a existência de {\displaystyle \gamma _{A}(\lambda )}  autovetores ortonormais {\displaystyle {\boldsymbol {v}}_{1},\,\ldots ,\,{\boldsymbol {v}}_{\gamma _{A}(\lambda )}}, de tal modo que {\displaystyle A{\boldsymbol {v}}_{k}=\lambda {\boldsymbol {v}}_{k}}. Podemos, portanto, encontrar uma matriz (unitária) {\displaystyle V} cujo primeiro {\displaystyle \gamma _{A}(\lambda )} colunas são esses autovetores e cujas colunas restantes podem ser qualquer conjunto ortonormal de {\displaystyle n-\gamma _{A}(\lambda )} vetores ortogonais a esses autovetores de {\displaystyle A}. Então {\displaystyle V} tem posto completo e, portanto, é invertível, e {\displaystyle AV=VD} com {\displaystyle D} uma matriz cujo bloco superior esquerdo é a matriz diagonal {\displaystyle \lambda I_{\gamma _{A}(\lambda )}}. Isso implica que {\displaystyle (A-\xi I)V=V(D-\xi I)}. Em outras palavras, {\displaystyle A-\xi I} é similar a {\displaystyle D-\xi I}, o que implica que {\displaystyle \det(A-\xi I)=\det(D-\xi I)}. Mas a partir da definição de {\displaystyle D} nós sabemos isso {\displaystyle \det(D-\xi I)} contém um fator {\displaystyle (\xi -\lambda )^{\gamma _{A}(\lambda )}}, o que significa que a multiplicidade algébrica de {\displaystyle \lambda } deve satisfazer {\displaystyle \mu _{A}(\lambda )\geq \gamma _{A}(\lambda )}.
Suponha {\displaystyle A} tem {\displaystyle d\leq n} autovalores distintos {\displaystyle \lambda _{1},\ldots ,\lambda _{d}}, onde a multiplicidade geométrica de {\displaystyle \lambda _{i}} é {\displaystyle \gamma _{A}(\lambda _{i})}. A multiplicidade geométrica total de {\displaystyle A},{\displaystyle {\begin{aligned}\gamma _{A}&=\sum _{i=1}^{d}\gamma _{A}(\lambda _{i}),\\d&\leq \gamma _{A}\leq n,\end{aligned}}}

é a dimensão da soma de todos os autoespaços de autovalores de {\displaystyle A}, ou equivalentemente o número máximo de autovetores linearmente independentes de {\displaystyle A}. Se {\displaystyle \gamma _{A}=n}, então
- A soma direta dos autoespaços de todos os autovalores de {\displaystyle A} é todo o espaço vetorial {\displaystyle \mathbb {C} ^{n}}.
- Uma base de {\displaystyle \mathbb {C} ^{n}} pode ser formado a partir de {\displaystyle n} autovetores linearmente independentes de {\displaystyle A}; tal base é chamada de autobase.
- Qualquer vetor em {\displaystyle \mathbb {C} ^{n}} pode ser escrita como uma combinação linear de autovetores de {\displaystyle A}.

### Propriedades adicionais de autovalores
Deixar {\displaystyle A} ser um arbitrário {\displaystyle n\times n} matriz de números complexos com autovalores {\displaystyle \lambda _{1},\ldots ,\lambda _{n}}. Cada autovalor aparece {\displaystyle \mu _{A}(\lambda _{i})} vezes nesta lista, onde {\displaystyle \mu _{A}(\lambda _{i})} é a multiplicidade algébrica do autovalor. A seguir estão as propriedades desta matriz e seus autovalores:
- O traço de {\displaystyle A}, definido como a soma de seus elementos diagonais, é também a soma de todos os autovalores,[30][31][32]
{\displaystyle \operatorname {tr} (A)=\sum _{i=1}^{n}a_{ii}=\sum _{i=1}^{n}\lambda _{i}=\lambda _{1}+\lambda _{2}+\cdots +\lambda _{n}.}
- O determinante de {\displaystyle A} é o produto de todos os seus autovalores,[30][33][34]
{\displaystyle \det(A)=\prod _{i=1}^{n}\lambda _{i}=\lambda _{1}\lambda _{2}\cdots \lambda _{n}.}
- Os autovalores do {\displaystyle k} o poder de {\displaystyle A}; ou seja, os autovalores de {\displaystyle A^{k}}, para qualquer inteiro positivo {\displaystyle k}, está {\displaystyle \lambda _{1}^{k},\ldots ,\lambda _{n}^{k}}.
- A matriz {\displaystyle A} é invertível se e somente se todo autovalor for diferente de zero.
- Se {\displaystyle A} é invertível, então os autovalores de {\displaystyle A^{-1}} são {\textstyle {\frac {1}{\lambda _{1}}},\ldots ,{\frac {1}{\lambda _{n}}}} e a multiplicidade geométrica de cada autovalor coincide. Além disso, como o polinômio característico da inversa é o polinômio recíproco do original, os autovalores compartilham a mesma multiplicidade algébrica.
- Se {\displaystyle A} é igual a sua transposta conjugada {\displaystyle A^{*}}, ou equivalente se {\displaystyle A} é hermitiana, então todo autovalor é real. O mesmo vale para qualquer matriz real simétrica.
- Se {\displaystyle A} não é apenas hermitiana, mas também positiva definida, semidefinida positiva, definida negativa ou semidefinida negativa, então todo autovalor é positivo, não negativo, negativo ou não positivo, respectivamente.
- Se {\displaystyle A} é unitário, todo autovalor tem valor absoluto {\displaystyle |\lambda _{i}|=1}.
- E se {\displaystyle A} é um {\displaystyle n\times n} matriz e {\displaystyle \{\lambda _{1},\ldots ,\lambda _{k}\}} são seus autovalores, então os autovalores da matriz {\displaystyle I+A} (Onde {\displaystyle I} é a matriz identidade) são {\displaystyle \{\lambda _{1}+1,\ldots ,\lambda _{k}+1\}}. Além disso, se {\displaystyle \alpha \in \mathbb {C} }, os autovalores de {\displaystyle \alpha I+A} são {\displaystyle \{\lambda _{1}+\alpha ,\ldots ,\lambda _{k}+\alpha \}}. Mais geralmente, para um polinômio {\displaystyle P} os autovalores da matriz {\displaystyle P(A)} são {\displaystyle \{P(\lambda _{1}),\ldots ,P(\lambda _{k})\}}.

### Autovetores esquerdo e direito
Muitas disciplinas tradicionalmente representam vetores como matrizes com uma única coluna em vez de matrizes com uma única linha. Por essa razão, a palavra "autovetor" no contexto de matrizes quase sempre se refere a um autovetor à direita, ou seja, um vetor coluna que multiplica à direita o {\displaystyle n\times n} matriz {\displaystyle A} na equação definidora, Equação (1),
{\displaystyle A\mathbf {v} =\lambda \mathbf {v} .}

O problema de autovalor e autovetor também pode ser definido para vetores de linha que deixaram a matriz de multiplicação {\displaystyle A}. Nesta formulação, a equação definidora é
{\displaystyle \mathbf {u} A=\kappa \mathbf {u} ,}

Onde {\displaystyle \kappa } é um escalar e {\displaystyle u} é uma matriz {\displaystyle 1\times n}. Qualquer vetor linha {\displaystyle u} satisfazendo esta equação é chamado de autovetor esquerdo de {\displaystyle A} e {\displaystyle \kappa } é o seu autovalor associado. Fazendo a transposta dessa equação,
{\displaystyle A^{\textsf {T}}\mathbf {u} ^{\textsf {T}}=\kappa \mathbf {u} ^{\textsf {T}}.}
Comparando esta equação com a Equação (1), segue-se imediatamente que um autovetor esquerdo de {\displaystyle A} é o mesmo que a transposição de um autovetor à direita de {\displaystyle A^{\textsf {T}}}, com o mesmo autovalor. Além disso, como o polinômio característico de {\displaystyle A^{\textsf {T}}} é o mesmo que o polinômio característico de {\displaystyle A}, os autovalores dos autovetores esquerdos de {\displaystyle A} são os mesmos que os autovalores dos autovetores corretos de {\displaystyle A^{\textsf {T}}}.

### Diagonalização e autodecomposição
Suponha que os autovetores de A formem uma base, ou equivalentemente A tem n autovetores linearmente independentes v1, v2, ..., vn com autovalores associados λ1, λ2, ..., λn. Os autovalores não precisam ser distintos. Defina uma matriz quadrada Q cujas colunas são os n autovetores linearmente independentes de A,
{\displaystyle Q={\begin{bmatrix}\mathbf {v} _{1}&\mathbf {v} _{2}&\cdots &\mathbf {v} _{n}\end{bmatrix}}.}
Como cada coluna de Q é um autovetor de A, a multiplicação à direita de A por Q escala cada coluna de Q por seu autovalor associado,
{\displaystyle AQ={\begin{bmatrix}\lambda _{1}\mathbf {v} _{1}&\lambda _{2}\mathbf {v} _{2}&\cdots &\lambda _{n}\mathbf {v} _{n}\end{bmatrix}}.}
Com isso em mente, defina uma matriz diagonal Λ onde cada elemento diagonal Λii é o autovalor associado à i-ésima coluna de Q. Então
{\displaystyle AQ=Q\Lambda .}
Como as colunas de Q são linearmente independentes, Q é invertível. Multiplicando à direita ambos os lados da equação por Q−1,
{\displaystyle A=Q\Lambda Q^{-1},}
ou, em vez disso, multiplicando ambos os lados por Q−1,
{\displaystyle Q^{-1}AQ=\Lambda .}
A pode, portanto, ser decomposto em uma matriz composta por seus autovetores, uma matriz diagonal com seus autovalores ao longo da diagonal e o inverso da matriz de autovetores. Isso é chamado de autodecomposição e é uma transformação de similaridade. Tal matriz A é dita similar à matriz diagonal Λ ou diagonalizável. A matriz Q é a matriz de mudança de base da transformação de similaridade. Essencialmente, as matrizes A e Λ representam a mesma transformação linear expressa em duas bases diferentes. Os autovetores são usados como base ao representar a transformação linear como Λ.
Reciprocamente, suponha que uma matriz A seja diagonalizável. Seja P uma matriz quadrada não singular tal que P−1AP seja alguma matriz diagonal D. Esquerda multiplicando ambos por P, AP = PD. Cada coluna de P deve, portanto, ser um autovetor de A cujo autovalor é o elemento diagonal correspondente de D. Como as colunas de P devem ser linearmente independentes para que P seja invertível, existem n autovetores linearmente independentes de A. Segue-se então que o autovetores de A formam uma base se e somente se A é diagonalizável.
Uma matriz que não é diagonalizável é dita defeituosa. Para matrizes defeituosas, a noção de autovetores generaliza para autovetores generalizados e a matriz diagonal de autovalores generaliza para a forma normal de Jordan. Sobre um corpo algebricamente fechado, qualquer matriz A tem uma forma normal de Jordan e, portanto, admite uma base de autovetores generalizados e uma decomposição em autoespaços generalizados.

### Exemplos de matrizes

#### Exemplo de matriz bidimensional
Considere a matriz
{\displaystyle A={\begin{bmatrix}2&1\\1&2\end{bmatrix}}.}

A matriz de transformação A = preserva a direção dos vetores roxos paralelos a v_{λ=1} = [1 −1]^{T} e vetores azuis paralelos a v_{λ=3} = [1 1]^{T}. Os vetores vermelhos não são paralelos a nenhum dos autovetores, portanto, suas direções são alteradas pela transformação. Os comprimentos dos vetores roxos permanecem inalterados após a transformação (devido ao seu autovalor de 1), enquanto os vetores azuis são três vezes o comprimento do original (devido ao seu autovalor de 3). Veja também: An extended version, showing all four quadrants.

A figura à direita mostra o efeito desta transformação nas coordenadas do ponto no plano. Os autovetores v desta transformação satisfazem a Equação (1), e os valores de λ para os quais o determinante da matriz (A − λI) é igual a zero são os autovalores.
Tomando o determinante para encontrar o polinômio característico de A,{\displaystyle {\begin{aligned}|A-\lambda I|&=\left|{\begin{bmatrix}2&1\\1&2\end{bmatrix}}-\lambda {\begin{bmatrix}1&0\\0&1\end{bmatrix}}\right|={\begin{vmatrix}2-\lambda &1\\1&2-\lambda \end{vmatrix}}\\[6pt]&=3-4\lambda +\lambda ^{2}\\[6pt]&=(\lambda -3)(\lambda -1).\end{aligned}}}
Igualando o polinômio característico a zero, ele tem raízes em λ=1 e λ=3, que são os dois autovalores de A.
Para λ=1, a Equação (2) torna-se,
{\displaystyle (A-I)\mathbf {v} _{\lambda =1}={\begin{bmatrix}1&1\\1&1\end{bmatrix}}{\begin{bmatrix}v_{1}\\v_{2}\end{bmatrix}}={\begin{bmatrix}0\\0\end{bmatrix}}}
{\displaystyle 1v_{1}+1v_{2}=0}
Qualquer vetor diferente de zero com v1 = −v2 resolve esta equação. Portanto,
{\displaystyle \mathbf {v} _{\lambda =1}={\begin{bmatrix}v_{1}\\-v_{1}\end{bmatrix}}={\begin{bmatrix}1\\-1\end{bmatrix}}}
é um autovetor de A correspondente a λ = 1, assim como qualquer múltiplo escalar desse vetor.
Para λ=3, a Equação (2) torna-se
{\displaystyle {\begin{aligned}(A-3I)\mathbf {v} _{\lambda =3}&={\begin{bmatrix}-1&1\\1&-1\end{bmatrix}}{\begin{bmatrix}v_{1}\\v_{2}\end{bmatrix}}={\begin{bmatrix}0\\0\end{bmatrix}}\\-1v_{1}+1v_{2}&=0;\\1v_{1}-1v_{2}&=0\end{aligned}}}
Qualquer vetor diferente de zero com v1 = v2 resolve esta equação. Portanto,
{\displaystyle \mathbf {v} _{\lambda =3}={\begin{bmatrix}v_{1}\\v_{1}\end{bmatrix}}={\begin{bmatrix}1\\1\end{bmatrix}}}
é um autovetor de A correspondente a λ = 3, assim como qualquer múltiplo escalar desse vetor.
Assim, os vetores vλ=1 e vλ=3 são autovetores de A associados aos autovalores λ=1 e λ=3, respectivamente.
Às vezes é possível descobrir um ou mais autovalores de uma matriz por inspeção. Seja, por exemplo, a matriz
{\displaystyle A={\begin{bmatrix}3&1\\1&3\\\end{bmatrix}}}. Subtraindo 2 de cada entrada da diagonal principal, transformamos A em uma matriz singular:
{\displaystyle {\begin{bmatrix}1&1\\1&1\\\end{bmatrix}}}. Portanto, 2 é um autovalor da matriz A. Também subtraindo 4 de cada entrada da diagonal principal, transformamos A em uma matriz singular:
{\displaystyle {\begin{bmatrix}-1&1\\1&-1\\\end{bmatrix}}}. Portanto, 4 é o segundo autovalor da matriz A.

#### Exemplo de matriz tridimensional
Considere a matriz
{\displaystyle A={\begin{bmatrix}2&0&0\\0&3&4\\0&4&9\end{bmatrix}}.}
O polinômio característico de A é
{\displaystyle {\begin{aligned}|A-\lambda I|&=\left|{\begin{bmatrix}2&0&0\\0&3&4\\0&4&9\end{bmatrix}}-\lambda {\begin{bmatrix}1&0&0\\0&1&0\\0&0&1\end{bmatrix}}\right|={\begin{vmatrix}2-\lambda &0&0\\0&3-\lambda &4\\0&4&9-\lambda \end{vmatrix}},\\[6pt]&=(2-\lambda ){\bigl [}(3-\lambda )(9-\lambda )-16{\bigr ]}=-\lambda ^{3}+14\lambda ^{2}-35\lambda +22.\end{aligned}}}
As raízes do polinômio característico são 2, 1 e 11, que são os únicos três autovalores de A. Esses autovalores correspondem aos autovetores {\displaystyle {\begin{bmatrix}1&0&0\end{bmatrix}}^{\textsf {T}}}, {\displaystyle {\begin{bmatrix}0&-2&1\end{bmatrix}}^{\textsf {T}}}, e {\displaystyle {\begin{bmatrix}0&1&2\end{bmatrix}}^{\textsf {T}}}, ou qualquer múltiplo diferente de zero.

#### Exemplo de matriz tridimensional com autovalores complexos
Considere a matriz de permutação cíclica
{\displaystyle A={\begin{bmatrix}0&1&0\\0&0&1\\1&0&0\end{bmatrix}}.}
Esta matriz desloca as coordenadas do vetor para cima em uma posição e move a primeira coordenada para baixo. Seu polinômio característico é 1 −λ3, cujas raízes são
{\displaystyle {\begin{aligned}\lambda _{1}&=1\\\lambda _{2}&=-{\frac {1}{2}}+i{\frac {\sqrt {3}}{2}}\\\lambda _{3}&=\lambda _{2}^{*}=-{\frac {1}{2}}-i{\frac {\sqrt {3}}{2}}\end{aligned}}}
onde {\displaystyle i} é uma unidade imaginária com {\displaystyle i^{2}=-1}.
Para o autovalor real λ1 = 1, qualquer vetor com três entradas iguais diferentes de zero é um autovetor. Por exemplo,
{\displaystyle A{\begin{bmatrix}5\\5\\5\end{bmatrix}}={\begin{bmatrix}5\\5\\5\end{bmatrix}}=1\cdot {\begin{bmatrix}5\\5\\5\end{bmatrix}}.}
Para o par complexo conjugado de autovalores imaginários,
{\displaystyle \lambda _{2}\lambda _{3}=1,\quad \lambda _{2}^{2}=\lambda _{3},\quad \lambda _{3}^{2}=\lambda _{2}.}
Então
{\displaystyle A{\begin{bmatrix}1\\\lambda _{2}\\\lambda _{3}\end{bmatrix}}={\begin{bmatrix}\lambda _{2}\\\lambda _{3}\\1\end{bmatrix}}=\lambda _{2}\cdot {\begin{bmatrix}1\\\lambda _{2}\\\lambda _{3}\end{bmatrix}},}
e
{\displaystyle A{\begin{bmatrix}1\\\lambda _{3}\\\lambda _{2}\end{bmatrix}}={\begin{bmatrix}\lambda _{3}\\\lambda _{2}\\1\end{bmatrix}}=\lambda _{3}\cdot {\begin{bmatrix}1\\\lambda _{3}\\\lambda _{2}\end{bmatrix}}.}
Portanto, os outros dois autovetores de A são complexos e são {\displaystyle \mathbf {v} _{\lambda _{2}}={\begin{bmatrix}1&\lambda _{2}&\lambda _{3}\end{bmatrix}}^{\textsf {T}}} e {\displaystyle \mathbf {v} _{\lambda _{3}}={\begin{bmatrix}1&\lambda _{3}&\lambda _{2}\end{bmatrix}}^{\textsf {T}}} com autovalores λ2 e λ3, respectivamente. Os dois autovetores complexos também aparecem em um par conjugado complexo,
{\displaystyle \mathbf {v} _{\lambda _{2}}=\mathbf {v} _{\lambda _{3}}^{*}.}

#### Exemplo de matriz diagonal
Matrizes com entradas apenas ao longo da diagonal principal são chamadas de matrizes diagonais. Os autovalores de uma matriz diagonal são os próprios elementos diagonais. Considere a matriz
{\displaystyle A={\begin{bmatrix}1&0&0\\0&2&0\\0&0&3\end{bmatrix}}.}
O polinômio característico de A é{\displaystyle |A-\lambda I|=(1-\lambda )(2-\lambda )(3-\lambda ),}

que tem as raízes λ1 = 1, λ2 = 2 e λ3 = 3. Essas raízes são os elementos diagonais, bem como os autovalores de A.
Cada elemento da diagonal corresponde a um autovetor cujo único componente diferente de zero está na mesma linha daquele elemento da diagonal. No exemplo, os autovalores correspondem aos autovetores,
{\displaystyle \mathbf {v} _{\lambda _{1}}={\begin{bmatrix}1\\0\\0\end{bmatrix}},\quad \mathbf {v} _{\lambda _{2}}={\begin{bmatrix}0\\1\\0\end{bmatrix}},\quad \mathbf {v} _{\lambda _{3}}={\begin{bmatrix}0\\0\\1\end{bmatrix}},}
respectivamente, bem como múltiplos escalares desses vetores.

#### Exemplo de matriz triangular
Uma matriz cujos elementos acima da diagonal principal são todos nulos é chamada de matriz triangular inferior, enquanto uma matriz cujos elementos abaixo da diagonal principal são todos nulos é chamada de matriz triangular superior. Assim como nas matrizes diagonais, os autovalores das matrizes triangulares são os elementos da diagonal principal.
Considere a matriz triangular inferior,
{\displaystyle A={\begin{bmatrix}1&0&0\\1&2&0\\2&3&3\end{bmatrix}}.}
O polinômio característico de A é
{\displaystyle |A-\lambda I|=(1-\lambda )(2-\lambda )(3-\lambda ),}
que tem as raízes λ1 = 1, λ2 = 2 e λ3 = 3. Essas raízes são os elementos diagonais, bem como os autovalores de A.
Esses autovalores correspondem aos autovetores,{\displaystyle \mathbf {v} _{\lambda _{1}}={\begin{bmatrix}1\\-1\\{\frac {1}{2}}\end{bmatrix}},\quad \mathbf {v} _{\lambda _{2}}={\begin{bmatrix}0\\1\\-3\end{bmatrix}},\quad \mathbf {v} _{\lambda _{3}}={\begin{bmatrix}0\\0\\1\end{bmatrix}},}
respectivamente, bem como múltiplos escalares desses vetores.

#### Exemplo de matriz com autovalores repetidos
Como no exemplo anterior, a matriz triangular inferior
{\displaystyle A={\begin{bmatrix}2&0&0&0\\1&2&0&0\\0&1&3&0\\0&0&1&3\end{bmatrix}},}
tem um polinômio característico que é o produto de seus elementos diagonais,
{\displaystyle |A-\lambda I|={\begin{vmatrix}2-\lambda &0&0&0\\1&2-\lambda &0&0\\0&1&3-\lambda &0\\0&0&1&3-\lambda \end{vmatrix}}=(2-\lambda )^{2}(3-\lambda )^{2}.}
As raízes deste polinômio e, portanto, os autovalores, são 2 e 3. A multiplicidade algébrica de cada autovalor é 2; em outras palavras, ambas são raízes duplas. A soma das multiplicidades algébricas de todos os autovalores distintos é μA = 4 = n, a ordem do polinômio característico e a dimensão de A.
Por outro lado, a multiplicidade geométrica do autovalor 2 é apenas 1, porque seu autoespaço é gerado por apenas um vetor {\displaystyle {\begin{bmatrix}0&1&-1&1\end{bmatrix}}^{\textsf {T}}} e é, portanto, unidimensional. Da mesma forma, a multiplicidade geométrica do autovalor 3 é 1 porque seu autoespaço é gerado por apenas um vetor {\displaystyle {\begin{bmatrix}0&0&0&1\end{bmatrix}}^{\textsf {T}}}. A multiplicidade geométrica total γA é 2, que é a menor que poderia ser para uma matriz com dois autovalores distintos. Multiplicidades geométricas são definidas em uma seção posterior.

### Identidade autovetor-autovalor
Para uma matriz hermitiana, a norma ao quadrado do componente j-ésima de um autovetor normalizado pode ser calculada usando apenas os autovalores da matriz e os autovalores da matriz menor correspondente,
{\displaystyle |v_{i,j}|^{2}={\frac {\prod _{k}{(\lambda _{i}-\lambda _{k}(M_{j}))}}{\prod _{k\neq i}{(\lambda _{i}-\lambda _{k})}}},}
Onde {\textstyle M_{j}} é a submatriz formada pela remoção da j-ésima linha e coluna da matriz original. Essa identidade também se estende a matrizes diagonalizáveis e foi redescoberta muitas vezes na literatura.